# Mąka jęczmienna

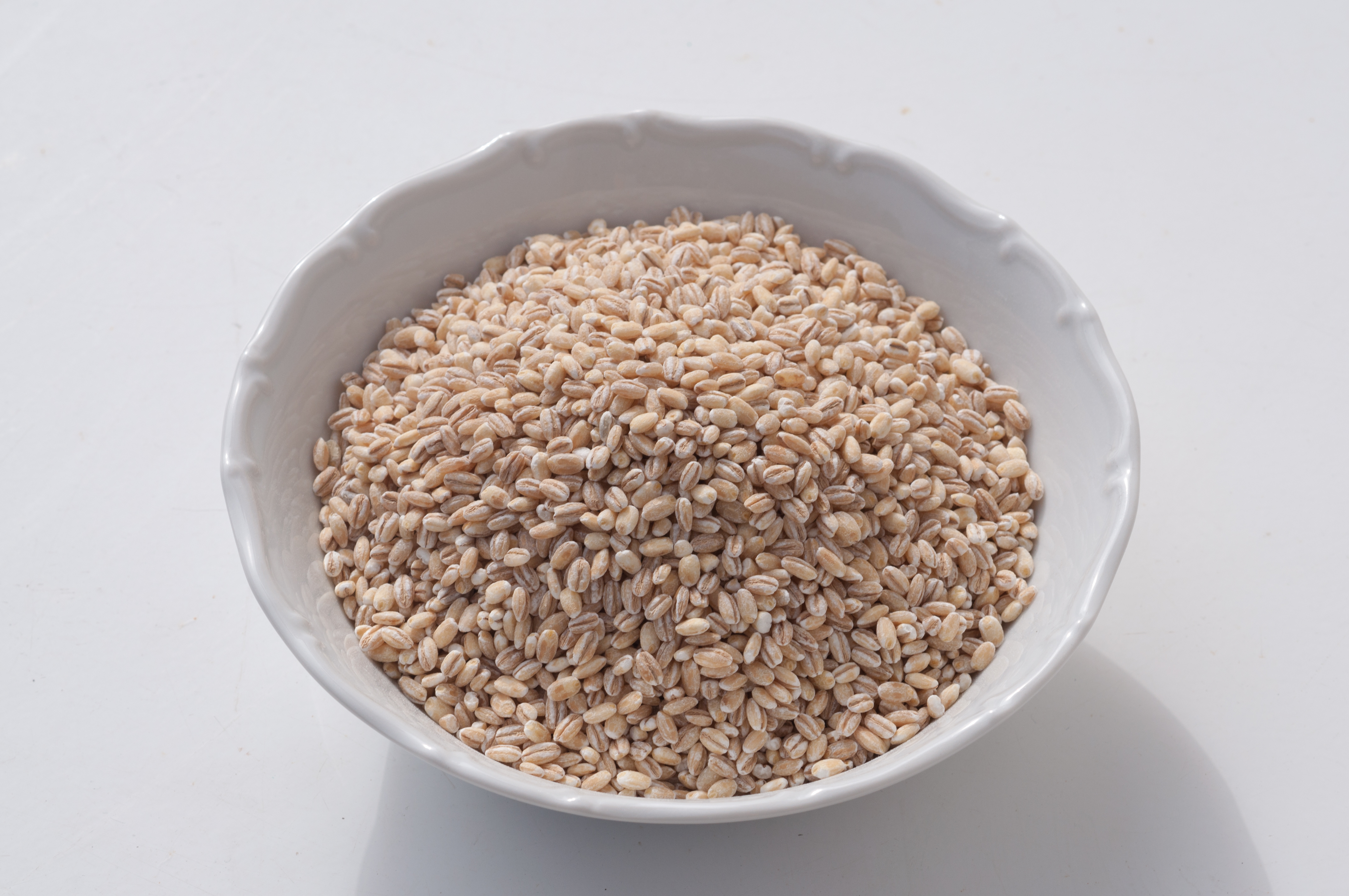
Jęczmień łuskany i polerowany na mąkę jasną.

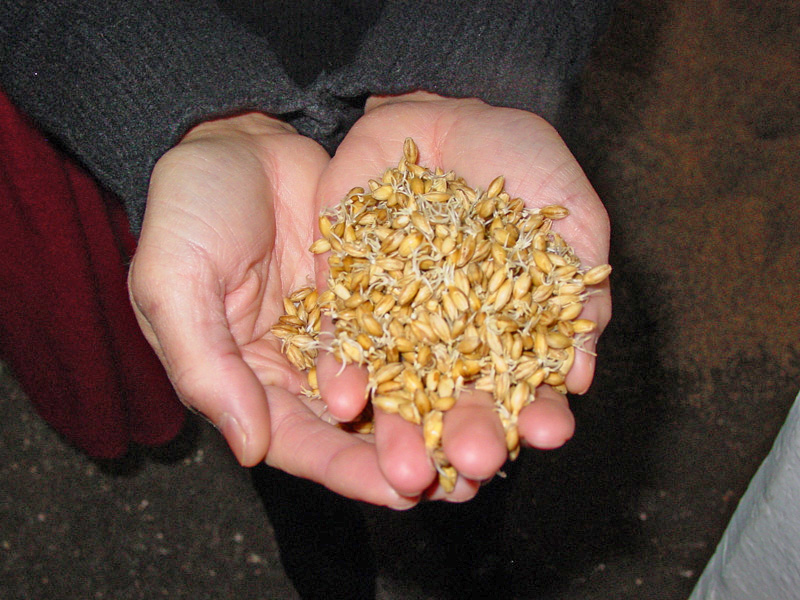
Słód jęczmienny

Mąka jęczmienna, rodzaj mąki otrzymywanej ze zmielonego całego lub łuskanego ziarna jęczmienia. Posiada smak słodkawo – orzechowy. Zastępuje w piekarnictwie mąkę pszenną.

## Właściwości
Pełnoziarnista mąka jęczmienna ciemna i oczyszczona jasna, należą do mąk nisko glutenowych, indeks glikemiczny mąki jęczmiennej wynosi 30. Zawiera jednak gluten, więc nie jest zalecana dla osób z celiakią, alergią, lub nie celiakalną nadwrażliwością na gluten. Posiada m.in. witaminy z grupy B; (B1, B2, B3 i B6), oraz składniki mineralne, jak cynk, fosfor, magnez, mangan, miedz, selen i żelazo.
100 gramów mąki jęczmiennej zawiera; 345 kcal (1443 kJ), 10,5 g białka, 74,5 g węglowodanów, 10,1 g błonnika pokarmowego i 1,6 g tłuszczów.

### Typy mąki jęczmiennej
- ciemna, pełnoziarnista, produkowana z całych ziaren jęczmienia.
- jasna, produkowana z jęczmienia perłowego.
- słodowa, którą wytwarza się ze słodu jęczmiennego, jest ceniona w piekarnictwie ze względu na wysoki poziom enzymów, dzięki którym pieczywo jest bardziej puszyste[5][2].

## Zastosowanie
Mąka jęczmienna jest stosowana; jako zamiennik mąki pszennej przy wypieku pieczywa pszennego i pszenno – żytniego na zakwasie, oraz pszennego na rozczynie drożdżowym. Jest też używana do wypieku m.in. ciastek, krakersów, oraz jako zasmażka do sosów i zup.

### Potrawy egzotyczne z mąki jęczmiennej
- tsampa – jedno z popularnych dań Tybetu. Jego podstawą jest gruboziarnista mąka z prażonego jęczmienia, która mieszana jest z tybetańską herbatą oraz lekko zjełczałym masłem z mleka jaka, a następnie formowana w niewielkie kulki, lub placki. Jako łatwa w transporcie, jest popularna zwłaszcza wśród Szerpów którzy potrzebują szybko pożywić się w drodze[2].
- talbina – wywodząca się z Maroka, zupa gotowana na bazie mąki jęczmiennej, mleka i miodu, znana w krajach arabskich, między innymi ze względu na lecznicze właściwości jęczmienia opisane w Koranie[5][2].
- W Andach wenezuelskich, talbina (talvina) jest rodzajem zakwasu, z wody, mąki jęczmiennej lub pszennej, cukru i melasy. Stosowana jako zakwas do wypieku wenezuelskiego chleba andyjskiego, znanego też jako chleb kameleon. Jest to słodki chleb o gęstym miękiszu, miękkiej i delikatnej skórce[8].Talbina jest też używana jako słodki napój bezalkoholowy[9].
- W Hiszpanii talbina,(talvina), tarbina, (tarvina) to pochodne nazwy arabskiej, oznaczające wiele bardzo różnych potraw kulinarnych, z mąki jęczmiennej, które mają półpłynną konsystencję[10].

Przeczytaj ostrzeżenie dotyczące informacji medycznych i pokrewnych zamieszczonych w Wikipedii.